# فاسير مس
فاسير مس (بالجاويَّة: ڤاسير مس) هي بلدة تقع في الناحية حاملة الاسم ذاته (فاسير مس) شمال غرب كلنتن في ماليزيا. وهذه البلدة هي الثانية كبرًا في كلنتن من حيث عدد السُكَّان (230,424 نسمة وفق إحصاء سنة 2020م).